# 今富 (市原市)
今富（いまどみ）とは、千葉県市原市の五井地区にある大字。郵便番号は290-0265。

## 概要
北東に千葉県道139号茂原五井線が通っている。
北は町田、東は神代と引田、西は海保、南は立野と接している。

## 世帯数と人口
2017年（平成29年）11月1日現在の世帯数と人口は以下の通りである。
| 大字 | 世帯数  | 人口  |
| ---- | ------- | ----- |
| 今富 | 381世帯 | 724人 |

## 小・中学校の学区
全域が市原市立東海小学校および市原市立海上小学校、市原市立東海中学校の学区に指定されている。

## 交通

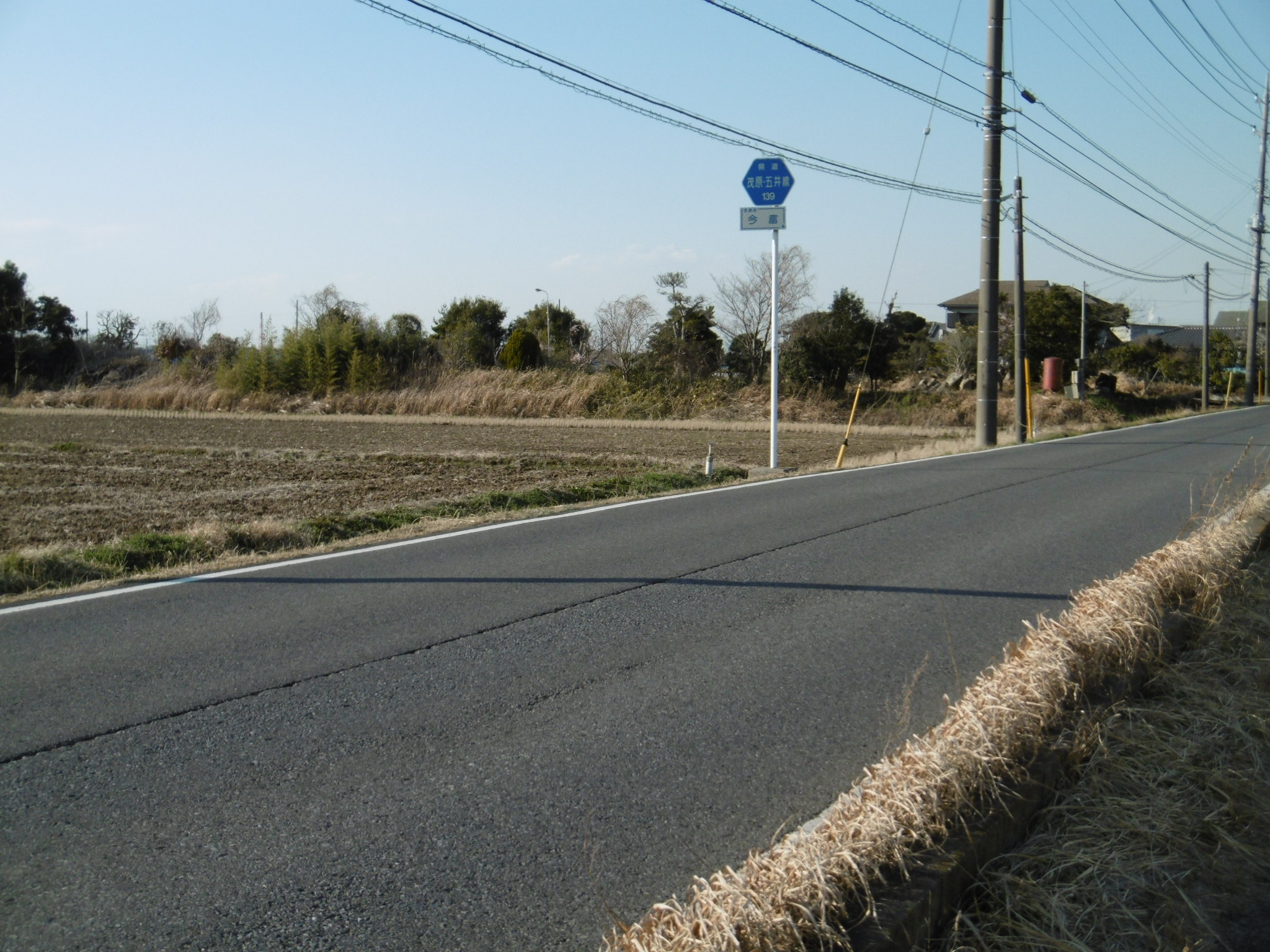
県道139号

### 鉄道
大字内に駅はない

### 道路
- 千葉県道139号茂原五井線

### バス
| 系統 | 経由     | 行き先           | 参考                                 |
| ---- | -------- | ---------------- | ------------------------------------ |
| 五07 | 分目     | あずの里いちはら | 午後の2本のみ                        |
| 五07 | 京葉高校 | 五井駅東口       | 2017年04月01日のダイヤ改正により廃止 |

## 施設
- 市原市立東海中学校
- 日軽興業市原骨材センター